# The Two Brides
The Two Brides er en amerikansk stumfilm fra 1919 af Edward Jose.

## Medvirkende
- Lina Cavalieri som Diana di Marchesi
- Courtenay Foote som Marko
- Warburton Gamble som Gabrielle de Marchesi
- Hal Reid som Donata di Marchesi
- Mrs. Turner